# Dendrolaelaps brevipiloides
Dendrolaelaps (Foveodendrolaelaps) brevipiloides – gatunek roztocza z kohorty żukowców i rodziny Digamasellidae.
Gatunek ten opisany został w 1982 roku przez Wernera Hirschmanna i Jerzego Wiśniewskiego.
Roztocz ten ma na przednim brzegu tarczki opistonotalnej dwa V-kształtne wcięcia z poprzeczną płytką przykrywającą. Perytremy sięgają u niego do poziomu trzeciej pary szczecinek sternalnych.